# Grand-Béréby
Grand-Béréby  est une ville balnéaire située dans le Sud-Ouest de la Côte d'Ivoire, proche du Libéria , dans la région de San-Pédro. Sa population est estimée à 129 340 habitants en 2021.

## Géographie

### Situation
La ville fait partie de la Région du Bas-Sassandra.

### Climat et végétation
Le climat de la Côte d'Ivoire comporte deux zones bioclimatiques distinctes. Le sud est très humide et connaît quatre saisons (d'avril à la mi-juillet : grande saison des pluies ; de la mi-juillet à septembre : petite saison sèche ; de septembre à novembre : petite saison des pluies ; de décembre à mars : grande saison sèche). Les températures varient de 21 à 35°,.

## Langues
Depuis l'indépendance, la langue officielle dans toute la Côte d'Ivoire est le français. La langue véhiculaire, parlée et comprise par la majeure partie de la population, est le dioula mais la langue vernaculaire de la région est le Krou. Le français effectivement parlé dans la région, comme à Abidjan, est communément appelé le français populaire ivoirien ou français de dago qui se distingue du français standard par la prononciation et qui le rend quasi inintelligible pour un francophone non ivoirien. Une autre forme de français parlé est le nouchi, un argot parlé surtout par les jeunes et qui est aussi la langue dans laquelle sont écrits deux magazines satiriques, Gbich! et Y a fohi. Le département de Sassandra accueillant de nombreux ivoiriens issus de toutes les régions du pays, toutes les langues vernaculaires du pays, environ une soixantaine, y sont pratiquées.

## Administration
La ville se situe administrativement dans la Région du Bas-Sassandra.
Une loi de 1978 a institué 27 communes de plein exercice sur le territoire du pays.
| Date d'élection  | Identité               | Qualité         | Statut |
| ---------------- | ---------------------- | --------------- | ------ |
| 1980-2023        | Gosso Yabayou Alphonse | Homme politique | élu    |
| 2023-à nos jours | KONAN Kouamé Armand    | Homme politique | élu    |

## Représentation politique
L'Assemblée nationale de Côte d'Ivoire compte 223 députés élus pour cinq ans.
| Date d'élection | Identité               | Parti    | Qualité         | Statut |
| --------------- | ---------------------- | -------- | --------------- | ------ |
| 2001 à 2011     | Gosso Yabayou Alphonse | PDCI-RDA | Homme politique | élu    |
| 2011 à 2016     | Saré Edmond            | RHDP     | Homme politique | élu    |
| 2016 à 2026     | Hié Pawa Cirile        | PPACI    | Homme politique | élu    |

Le mandat de l’Assemblée nationale élue en 2001 s'achevait le 16 décembre 2005. Mais, en raison de la crise politico-militaire de 2002, les élections législatives n'ont pas eu lieu et l’Assemblée nationale en place est demeurée en fonction et a conservé ses pouvoirs.

## Tourisme

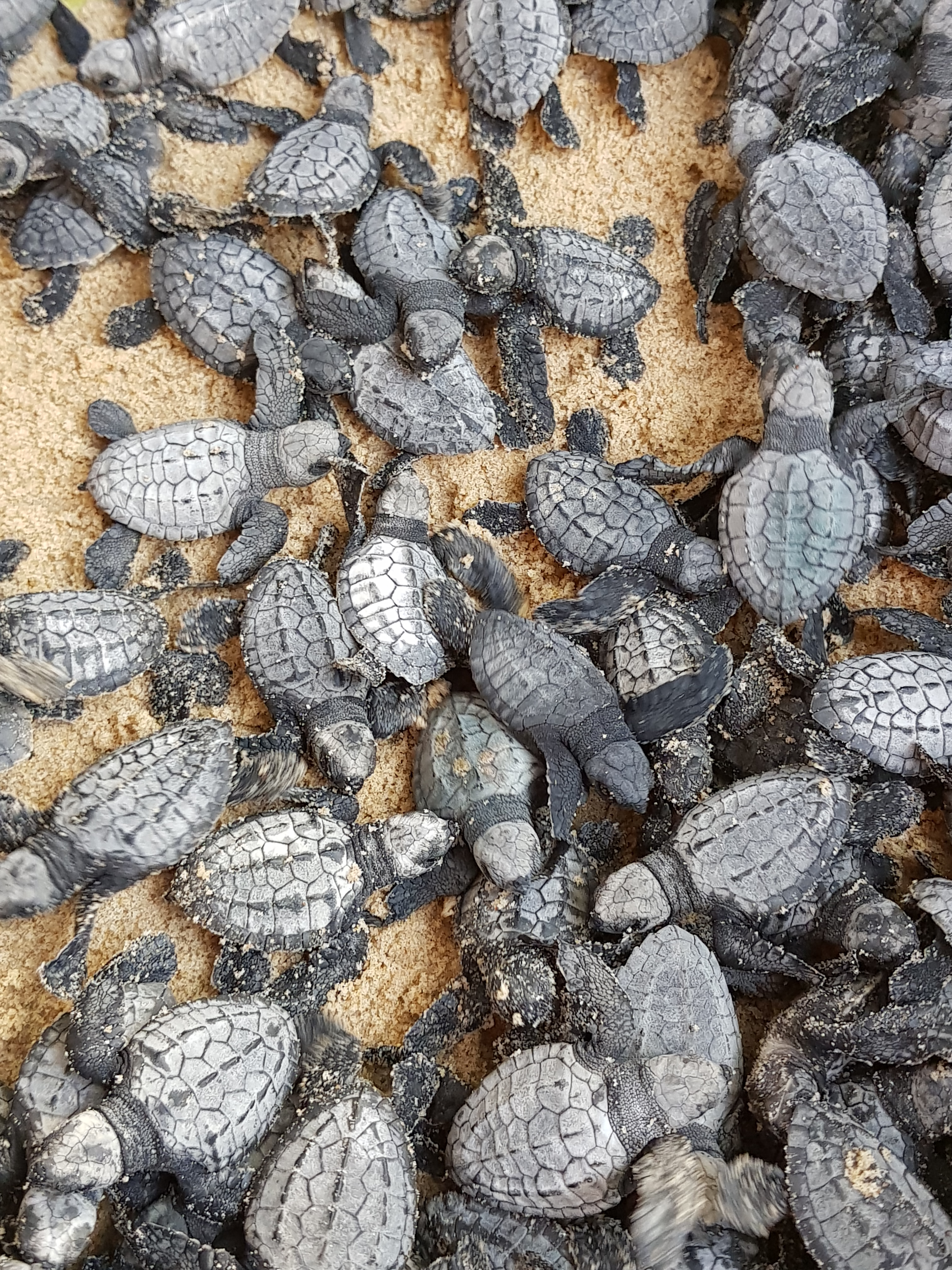
Tortues Hôtel La Flotte

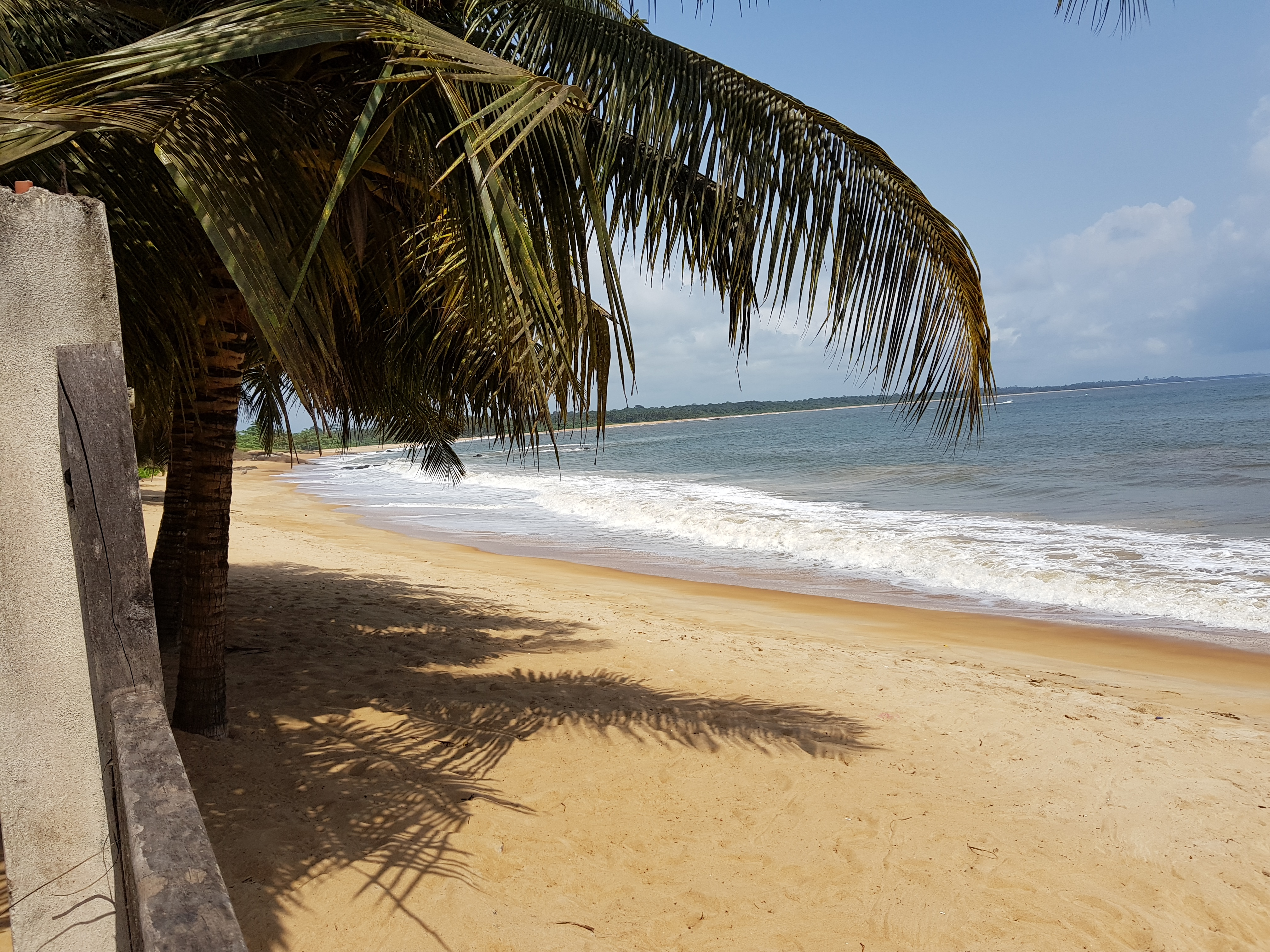
Plage Hôtel La Flotte

La ville est équipée de différents hôtels :
- Un hôtel bar restaurant « La Flotte » desservant une plage de sable fin et idéalement situé. Outre, différentes sorties terrestres, cet hôtel propose différentes activités : pêche sportive, pêche au gros, pêche à la ligne. On y traque les langoustes, la carpe rouge, le barracuda, le maquereau-bonite, la carangue, le cobia, la raie, le marlin et les requins qui abondent dans cette région. Cet hôtel est également devenu le centre naturel de protection des tortues marines de la région sous l'impulsion d'initiatives internationales relayées par son gérant Nino et son épouse Épiphanie. L'ONG Conservation des espèces marines (CEM), dirigée par José Gomez Peñate est impliquée dans le projet tortue depuis des années. L'hôtel, La Flotte est le lieu de résidence de l'ONG quand elle est à Béréby[réf. souhaitée] ;
- Un complexe hôtelier, la Baie des Sirènes accueillant les touristes friands de pêche au large ;
- A 9 km de piste facile, surplombant l'océan et en pleine nature, se trouve l'Écolodge Le Kara Krou, à Ménéké plage (Dahoua), tenu par Gus l'Italien.  Immense plage non contaminée, lieu de ponte des tortues de mer, l'écolodge est parfaitement inséré dans la nature environnante, tenacement protégé par Gus qui fait tout son possible depuis environ 10 ans pour que les animaux sauvages puissent trouver un endroit idéal, et les arbres pousser sans problème. Maintenant, personne ne chasse, personne ne coupe les arbres... la nourriture est génuine, tout vient de l' océan ; devant le Kara Krou, poissons de plusieurs espèces (mérou, carpe rouge, broché, cobia, etc.), langoustes, crabes, etc.. Les fruits et légumes, tout vient de la brousse derrière, cultivés par les villageois de Ménéké. Bungalows pour 12-14 personnes sont actuellement disponibles.  Bientôt, 2 nouveaux bungalows pour 4 personnes seront prêts. Le Kara Krou organise des descentes en canoë de la rivière Dodo, jusqu'à l'océan, des excursions en pirogue sur le lac sacré et dans les mangroves pour un échange étroit avec les singes et d'autres activités.

### Site externe
- Grand-Béréby